# Bom Jesus da Lapa (kommun)
Bom Jesus da Lapa är en kommun i Brasilien.   Den ligger i delstaten Bahia, i den östra delen av landet, 600 km nordost om huvudstaden Brasília. Antalet invånare är 63 508.
Följande samhällen finns i Bom Jesus da Lapa:
- Bom Jesus da Lapa

Omgivningarna runt Bom Jesus da Lapa är huvudsakligen savann. Runt Bom Jesus da Lapa är det glesbefolkat, med 14 invånare per kvadratkilometer.